# Bjørn Skjønsberg
Bjørn Skjønsberg (Stange, 6 settembre 1951) è un ex calciatore norvegese, di ruolo centrocampista.

## Carriera

### Club
Skjønsberg ha giocato con la maglia dello Skeid dal 1972 al 1980, totalizzando 143 presenze e 46 reti in massima divisione con questa maglia. Il 20 ottobre 1974 ha segnato una rete nella finale del Norgesmesterskapet, contribuendo al successo per 3-1 della sua squadra sul Viking. È successivamente passato all'HamKam.

## Palmarès

### Competizioni nazionali
- Coppa di Norvegia: 1

Skeid: 1974